# Damernas fristående i gymnastik vid olympiska sommarspelen 2000
Damernas fristående i gymnastik vid olympiska sommarspelen 2000 avgjordes den 17-25 september i Sydney SuperDome.

## Medaljörer
| Gren                | Guld                          | Silver                     | Brons                  |
| Damernas fristående | Elena Zamolodtjikova Ryssland | Svetlana Chorkina Ryssland | Simona Amânar Rumänien |

## Resultat

### Final
| Placering | Gymnast                    | Poäng |
| --------- | -------------------------- | ----- |
|           | Elena Zamolodtjikova (RUS) | 9.850 |
|           | Svetlana Chorkina (RUS)    | 9.812 |
|           | Simona Amânar (ROU)        | 9.712 |
| 4         | Esther Moya (ESP)          | 9.700 |
| 5         | Yang Yun (CHN)             | 9.637 |
| 6         | Andreea Răducan (ROU)      | 9.275 |
| 7         | Lisa Skinner (AUS)         | 9.012 |

Notera:  Dong Fangxiao (CHN) diskvalificerades den 28 april 2010, då det upptäcktes att hon var för ung.